# Robert Sieger (General)
Robert Karl Sieger (* 23. November 1963 in Deisenhofen (Oberhaching)) ist ein Generalleutnant des Heeres der Bundeswehr und seit April 2024 Präsident des Bundesamtes für das Personalmanagement der Bundeswehr (BAPersBw).

## Militärische Laufbahn

### Ausbildung und erste Verwendungen
Sieger trat 1984 beim ABC-Abwehrbataillon 750 in Bruchsal in die Bundeswehr ein. Von 1984 bis 1985 absolvierte er die Ausbildung zum Offizier der ABC-Abwehrtruppe an der ABC-Abwehr und Selbstschutzschule in Sonthofen. In den Jahren 1985 bis 1989 studierte er Wirtschafts- und Organisationswissenschaften an der Universität der Bundeswehr in Hamburg. Von 1989 bis 1992 wurde Sieger als Zugführeroffizier in der ABC-Abwehrkompanie 11 in Emden, sowie von 1992 bis 1996 als Kompaniechef der ABC-Abwehrkompanie 7 (bzw. später der 4./ABC-Abwehrbataillon 110) ebenso in Emden eingesetzt. Es folgte eine Versetzung nach Oldenburg, wo er von 1996 bis 1997 als ABC-Abwehroffizier der Luftlandebrigade 31 verwendet wurde. Von 1997 bis 1999 nahm Sieger am 40. Generalstabslehrgang des Heeres an der Führungsakademie der Bundeswehr in Hamburg teil.

### Dienst als Stabsoffizier
Nach bestandener Generalstabsausbildung wurde Sieger von 1999 bis 2001 als Stabsoffizier beim Stabsabteilungsleiter Fü S IV (Logistik der Bundeswehr, ABC-Abwehr und Schutzaufgaben) im Führungsstab der Streitkräfte in Bonn eingesetzt. Von 2001 bis 2002 nahm er an der amerikanischen Generalstabsausbildung am Command and General Staff College in Fort Leavenworth (Kansas, USA) teil. Es folgte von 2002 bis 2003 eine Verwendung als G3-Stabsoffizier im Dezernat Ausbildung und Übungen des Heeresführungskommandos in Koblenz. Von 2003 bis 2005 war Sieger als Kommandeur des ABC-Abwehrbataillons 610 in Albersdorf erneut in Führungsverantwortung. Hieran schloss sich 2005 bis 2008 eine Verwendung in Bonn als Pressereferent beim Inspekteur des Heeres, Generalleutnant Hans-Otto Budde. Von 2008 bis 2010 war Sieger an der Führungsakademie der Bundeswehr Lehrgangsleiter des Lehrgangs General- und Admiralstabsdienst National 2008. Es folgte von 2010 bis 2013 eine ministerielle Verwendung als Arbeitsbereichsleiter und Referatsleiter im Planungsstab bzw. später der Abteilung Politik im Bundesministerium der Verteidigung mit Dienstsitz in Berlin. 2013 wurde Sieger nach Veitshöchheim versetzt, wo er bis 2015 Chef des Stabes der Division Luftbewegliche Operationen, nach deren Auflösung der Division Süd (am selben Standort), und schließlich der 10. Panzerdivision war. Diesen Dienstposten übergab er an Oberst Jared Sembritzki. Es folgten zwei Verwendungen im Zentrum Innere Führung: von 2015 bis 2017 als Abteilungsleiter Menschenführung und von 2017 bis 2019 als Chef des Stabes.

### Dienst als General
Von März 2019 bis April 2024 war Sieger, als Nachfolger von Brigadegeneral Wolfgang Richter, Beauftragter des Generalinspekteurs der Bundeswehr für Erziehung und Ausbildung und stellvertretender Kommandeur des Zentrums Innere Führung in Koblenz. Auf diesem Dienstposten erhielt er auch selbst die Beförderung zum Brigadegeneral. Im April 2024 wurde Oberst Matthias Lau sein Nachfolger auf diesem Dienstposten.
Zum 18. April 2024 wurde Sieger zum Präsidenten des Bundesamtes für das Personalmanagement der Bundeswehr ernannt, nebst anschließender Beförderung zum Generalmajor. Im Mai 2025 erhielt er auf diesem Dienstposten die Beförderung zum Generalleutnant.

### Auslandseinsätze
- 12/1996 – 03/1997 IFOR/SFOR ABC-Abwehroffizier und S2-Offizier im Stab des Kommandeurs Deutsches Einsatzkontingent, Sarajevo, Bosnien-Herzegowina
- 08/2002 – 10/2002 Operation Amber Fox Stabsoffizier J-7 im Stab des Kommandeurs Deutsches Einsatzkontingent, Mazedonien

### Auszeichnungen
- Ehrenkreuz der Bundeswehr in Bronze
- Ehrenkreuz der Bundeswehr in Silber
- Ehrenkreuz der Bundeswehr in Gold
- Einsatzmedaille der Bundeswehr Bronze (IFOR)
- Einsatzmedaille der Bundeswehr Bronze (TF AMBER FOX)

## Privates
Sieger ist verheiratet und hat zwei Kinder.